# GreenMobility A/S
GreenMobility A/S er en dansk el-delebilstjeneste med en flåde af 100% elektriske dele-elbiler i København og Aarhus.  GreenMobility har over 200.000 brugere og er børsnoteret på Nasdaq Main Market.

## Historie
GreenMobility blev grundlagt i 2016 af en gruppe iværksættere, der ønskede at fremme brugen af elektriske biler og reducere CO2-udledningen i transportsektoren. Virksomheden startede med et lille antal elektriske biler, der kunne bookes via en app eller hjemmeside, men hurtigt voksede deres flåde og kundegrundlag. 
I løbet af de første par år etablerede GreenMobility samarbejder med flere kommuner og virksomheder for at fremme brugen af delebiler. I 2016 modtog virksomheden støtte fra den danske regering og EU-midler til at fortsætte med at udvide sin flåde og skabe flere ladestandere.
Siden da har GreenMobility vokset sig til at blive en af de største delebiludbydere i Danmark, med en flåde på over tusinde elektriske biler.

## Om virksomheden
Virksomhedens mission er at fremme brugen af elektriske biler og reducere CO2-udledningen i transportsektoren. GreenMobility har fokus på bæredygtighed og økonomisk bæredygtighed ved at tilbyde kunderne en billig og praktisk måde at køre elektrisk på. Virksomheden har også etableret et samarbejde med forskellige kommuner og virksomheder for at fremme brugen af delebiler og skabe flere ladestandere i byerne.
GreenMobility's udvalg af biler består af flere forskellige elektriske bilmodeller, herunder Renault Zoe og Polestar 2 .
GreenMobility har vundet flere priser for sin bæredygtige forretningsmodel og har også modtaget støtte fra den danske regering og EU-midler til at fremme brugen af elektriske biler.